# Calvisson
Calvisson é uma comuna francesa na região administrativa de Occitânia, no departamento de Gard. Estende-se por uma área de 28,97 km². Em 2010 a comuna tinha 5 930 habitantes (densidade: 204,7 hab./km²).